# Polittico Orsini
Il Polittico Orsini (detto anche Polittichetto Orsini) è un piccolo altarolo portatile dotato di quattro scomparti dipinti fronte-retro (recto e verso). Dipinto da Simone Martini intorno al 1333-1337, raffigura l'Annunciazione (2 ante), Scene della Passione di Gesù Cristo (4 ante) e gli stemmi della famiglia del committente (2 ante). Tutti gli scomparti sono circa 29,5x21,5 cm (tempera e oro su tavola). Oggi si trova disperso in musei di Anversa, Parigi e Berlino.

## Storia
Come descritto sotto le 8 ante del polittichetto sono oggi disperse in 3 diversi musei di Parigi, Anversa e Berlino. Tutte le 4 ante che oggi si trovano ad Anversa (corrispondenti ai due scomparti centrali del polittichetto) furono acquistate nel 1840 dal museo, presso il collezionista von Ertborn. Questi le aveva acquistate a sua volta a Digione nel 1826. Più difficile ripercorrere a ritroso nel tempo il percorso delle 4 ante. Le 2 ante di Parigi (ancora unite nello scomparto di sinistra) pervennero al Louvre nel 1826 dalle collezioni di M.L. Saint-Denis e Luigi Filippo. Precedentemente provenivano anch'esse da Digione, esattamente dalla certosa di Champmol, come risulta da un inventario del 1791. Difficile anche in questo caso ripercorrere cosa avvenne prima. Infine, le 2 ante di Berlino (scomparto di destra) furono acquistate dal museo della città nel 1901. Di esse si sa soltanto che a fine Ottocento risultavano parte della raccolta Pacully di Parigi.
Gli stemmi della famiglia Orsini inducono alla conclusione che il committente dell'opera fu il Cardinale Napoleone Orsini che si trovava ad Avignone in quel periodo. Non è escluso però che si trattasse di qualche altro membro della stessa famiglia Orsini.

### Attribuzione e datazione
Il Polittico Orsini è firmato da Simone Martini. La firma corre sulle 4 ante del verso, raffiguranti le 4 scene della Passione di Cristo. Sulle prime 3 ante della sequenza leggiamo, rispettivamente, “HOC OPUS”, “PINXIT” e “SYMON”. Il quarto ed ultimo pannello è più rovinato all'estremità e la scritta si è persa. È probabile che recasse “DE SENIS”.
Più dibattuta è stata la datazione dell'opera. Per tutta la seconda metà del secolo scorso le opinioni si sono susseguite con un pendolo attributivo che andava dai primi anni dieci ai primi anni quaranta del Trecento, praticamente spaziando su tutto il periodo di attività del pittore senese. Dopo ulteriori analisi e confronti tra gli esperti, oggi la maggior parte degli studiosi ritiene che il Polittico Orsini fu realizzato tra il 1333 e il 1337, a cavallo del trasferimento di Simone Martini da Siena ad Avignone, avvenuto nel 1335-1336. Può quindi essere considerato una delle ultime opere del periodo senese o una delle prime del periodo avignonese. Elementi che fanno protendere per questa datazione sono i seguenti:
1. Le scene si articolano su uno spazio poco profondo, quasi alluso e comunque sviluppati più in verticale che in profondità. Tale sviluppo si colloca come situazione intermedia tra la profonda tridimensionalità, quasi giottesca, del Beato Agostino Novello (1324-1329) e gli spazi estremamente verticalizzati del Frontespizio del Commento di Servio a Virgilio (1340), avvicinando piuttosto l'opera alla simile Annunciazione tra i santi Ansano e Margherita (1333).
2. Le figure sono allungate, solo occasionalmente volumetriche (come i bambini della Deposizione dalla Croce), ponendo l'opera a mezzo tra le figure corpose degli anni venti e quelle più slanciate del periodo avignonese.
3. Esiste nei volti dei veri personaggi rappresentati, dalla Vergine Annunciata agli spettatori delle scene della Passione, quell'inquietudine psicologica tipica dell'ultimo Simone Martini Avignonese (1336-1344), e più marcata dell'Annunciazione degli Uffizi (1333), escludendo quindi una datazione troppo precoce dell'opera.
4. Sono presenti caratteristiche puramente gotiche, quali l'eccessiva sinuosità del bordo del manto della Vergine Annunciata o della veste broccata oro dell'Angelo Annunciante, a mostrare più volte il diritto e il rovescio del tessuto; anche questi tratti sono tipici dell'ultimo Simone Martini.
5. L'opera è di piccolo formato, portatile e commissionata da un membro di quella familia cardinalizia per cui Simone lavorava ad Avignone. Questa tipologia di formato e committenza erano tipiche del periodo avignonese

In sostanza quindi un periodo compreso tra la realizzazione dell'Annunciazione tra i santi Ansano e Margherita che si trova oggi agli Uffizi e i primi anni del periodo avignonese sembrano costituire una finestra di tempo adeguata in cui collocare temporalmente l'opera (circa 1333-1337).

## Descrizione
Il Polittico Orsini consta di 4 scomparti indipendenti dipinti su entrambi i lati (recto e verso) per un totale di 8 ante. Le 8 ante riportano le seguenti raffigurazioni:
- Andata al Calvario (29,5x20,5 cm). Conservato oggi al Musée du Louvre, Parigi.
- Crocifissione (29,5x20,5 cm). Conservato oggi al Koninklijk Museum voor Schone Kunsten, Anversa.
- Deposizione dalla Croce (29,6x20,4 cm). Conservato oggi al Koninklijk Museum voor Schone Kunsten, Anversa.
- Seppellimento di Cristo (23,3x16,6 cm). Conservato oggi allo Staatliche Museen, Gemäldegalerie, Berlino.
- Arcangelo Gabriele Annunciante (29,5x20,4 cm). Conservato oggi al Koninklijk Museum voor Schone Kunsten, Anversa.
- Vergine Annunciata (29,5x20,5 cm). Conservato oggi al Koninklijk Museum voor Schone Kunsten, Anversa.
- Stemmi della famiglia Orsini (29,5x20,5 cm). Conservato oggi al Musée du Louvre, Parigi.
- Stemmi della famiglia Orsini (23,3x16,6 cm). Conservato oggi allo Staatliche Museen, Gemäldegalerie, Berlino.

Le 2 ante con gli stemmi della famiglia Orsini (le uniche a non essere mostrate sotto) sono ancora sul retro (recto) dei corrispondenti pannelli raffiguranti l'Andata al Calvario e il Seppellimento (verso). Le 2 ante dell'Annunciazione sono invece disgiunte dai corrispondenti pannelli, ma in origine rappresentavano il retro (recto) delle due ante raffiguranti la Crocifissione e la Deposizione dalla Croce (verso). Quando il polittichetto era aperto, a svolgere la sua funzione di altarolo portatile in mostra, erano visibili le 4 scene della Passione di Cristo sul davanti (verso), mentre sul retro rimanevano le restanti 4 raffigurazioni (recto). Quando il polittichetto era invece ripiegato per favorirne il trasporto, le 4 scene della Passione di Cristo rimanevano nascoste all'interno, mentre all'esterno erano visibili le 2 ante con gli stemmi di famiglia Orsini (su un lato) e le 2 ante con l'Annunciazione (sull'altro lato).

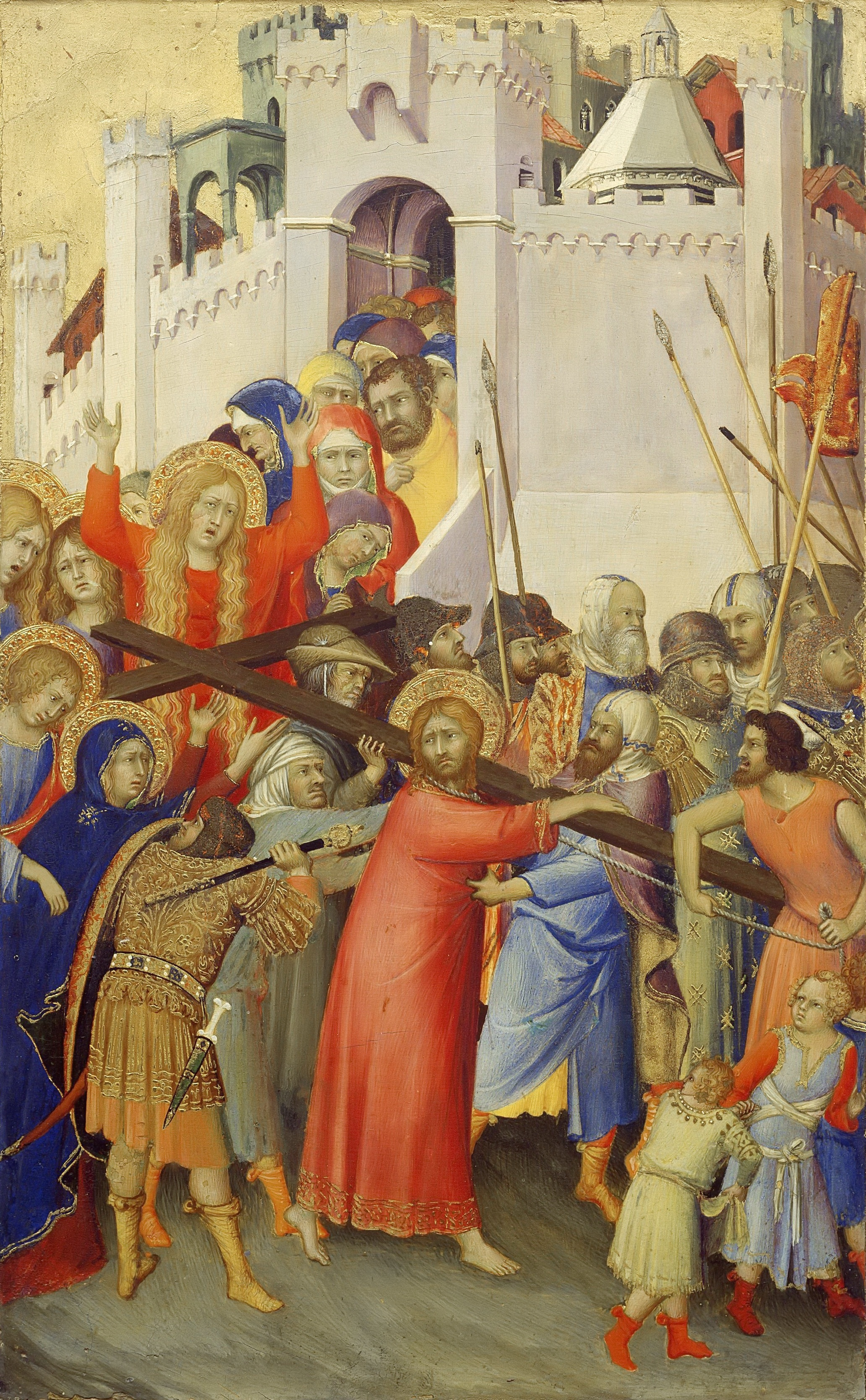
Andata al Calvario
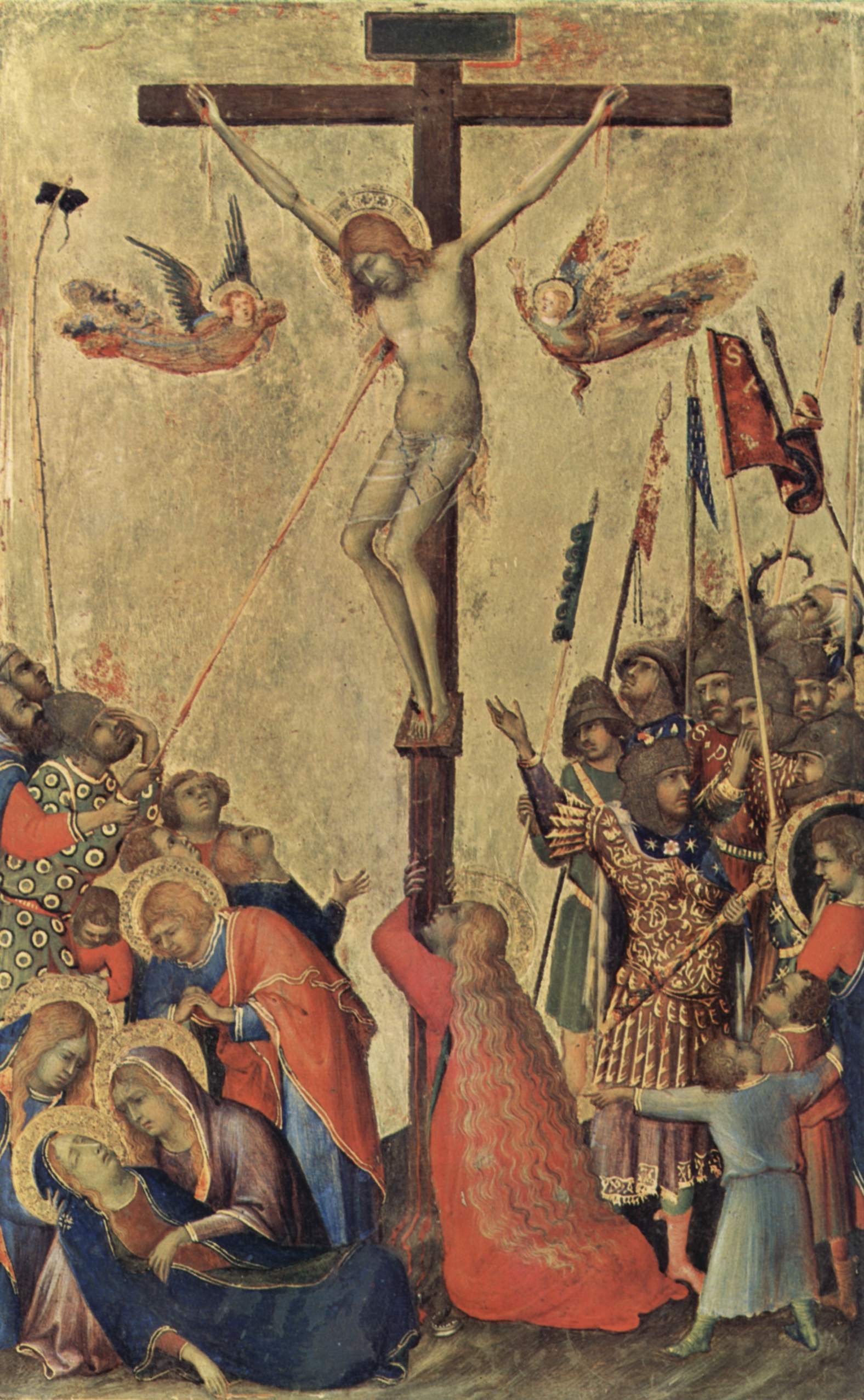
Crocifissione
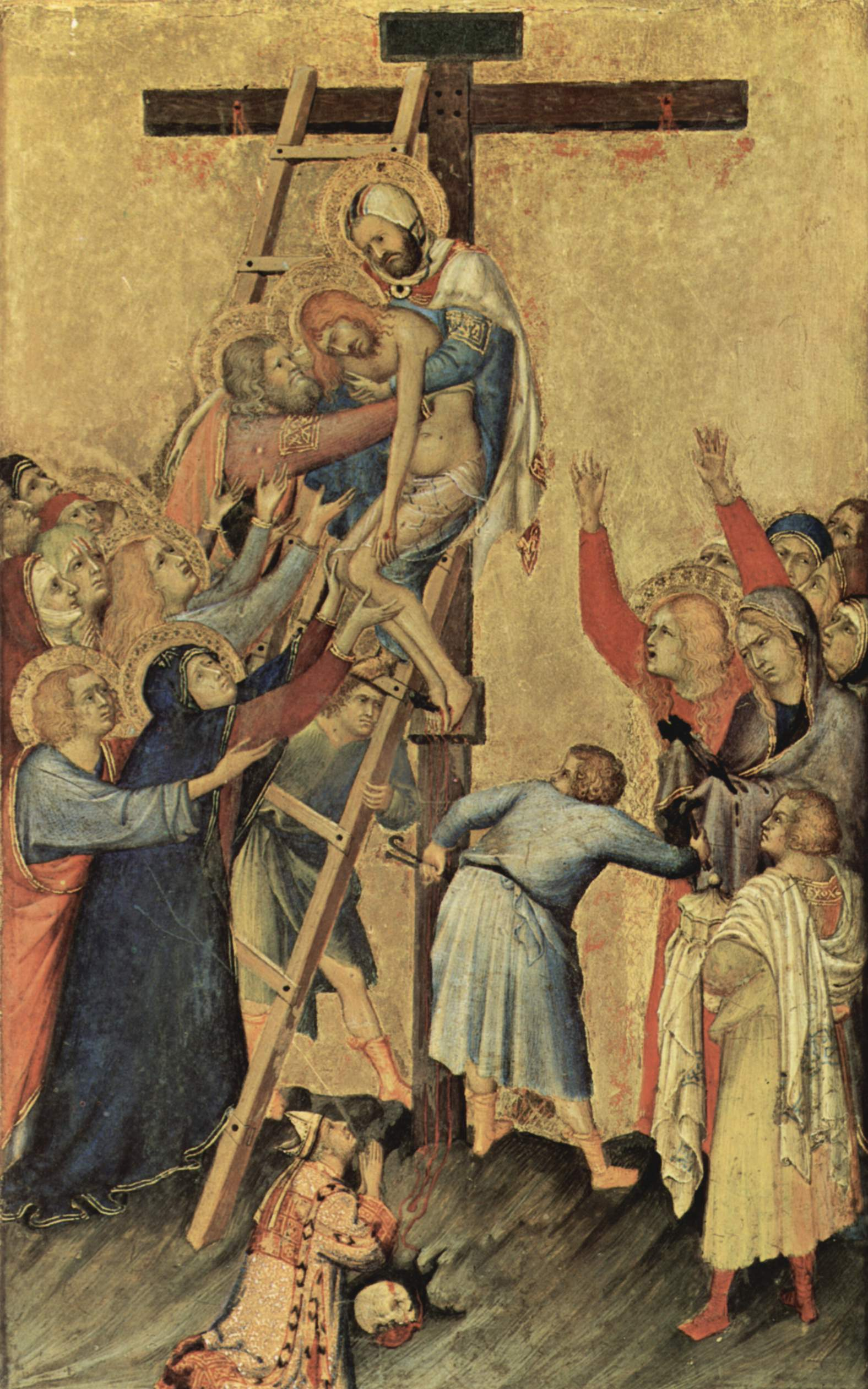
Deposizione dalla Croce
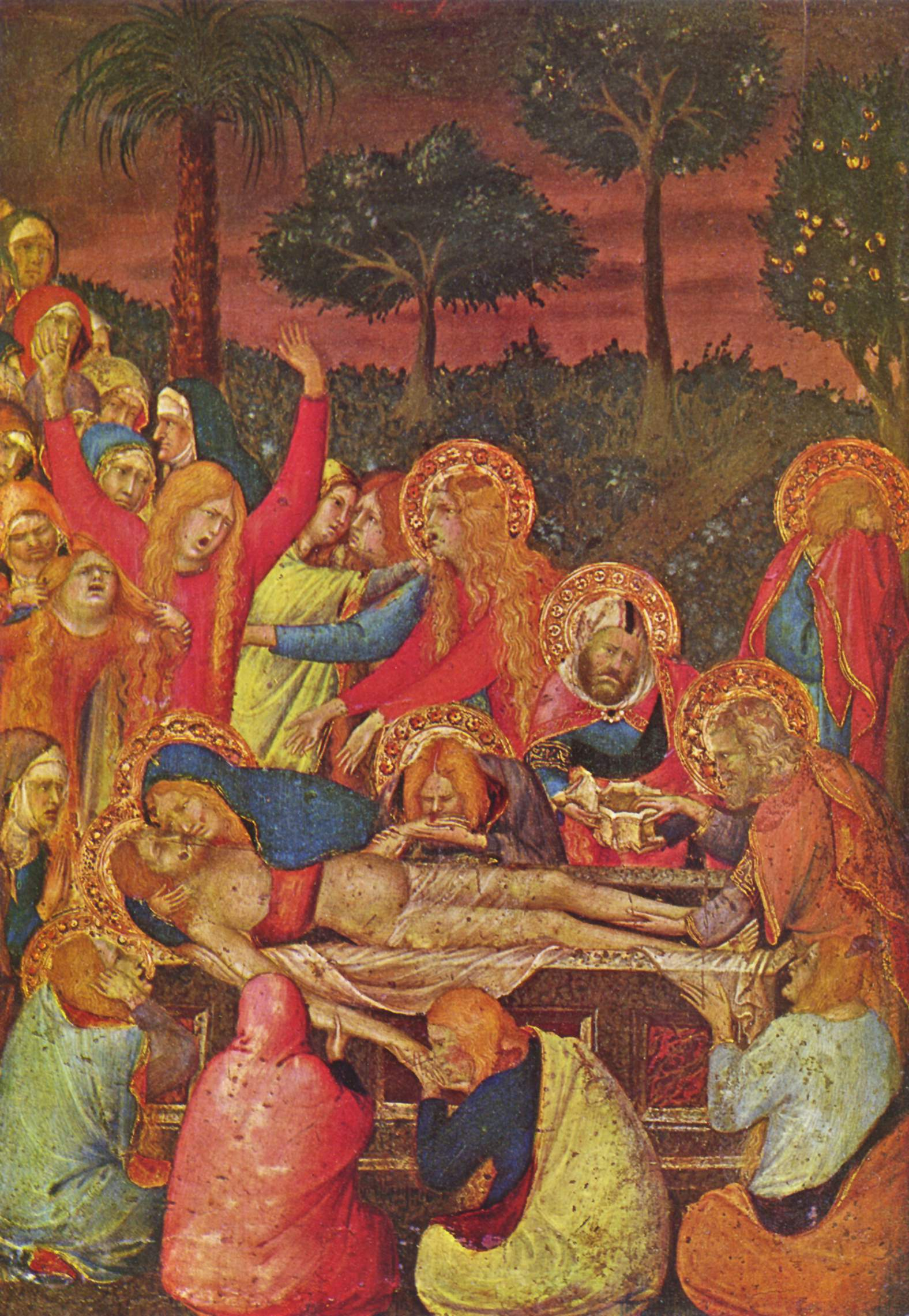
Seppellimento
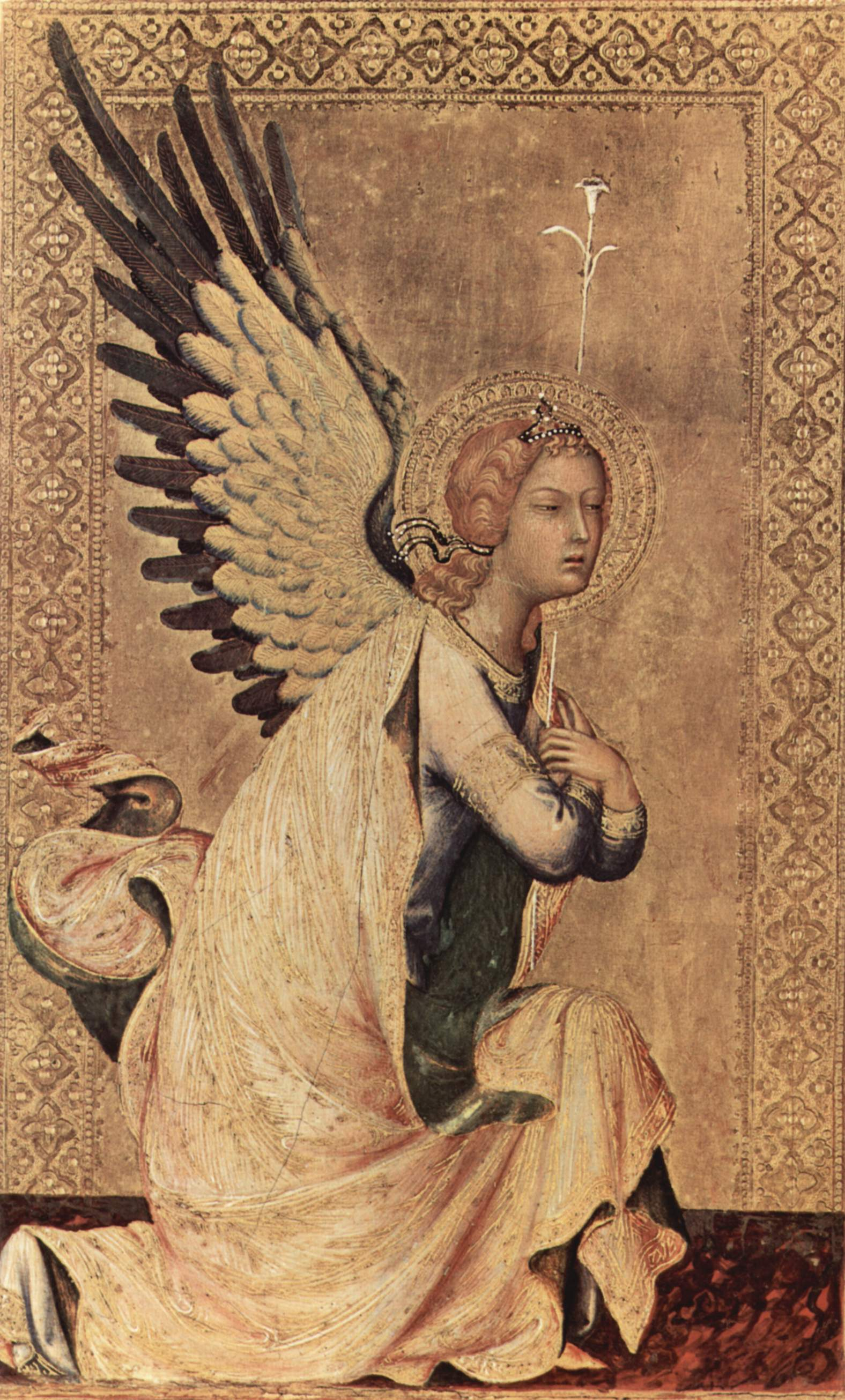
Angelo Annunciante
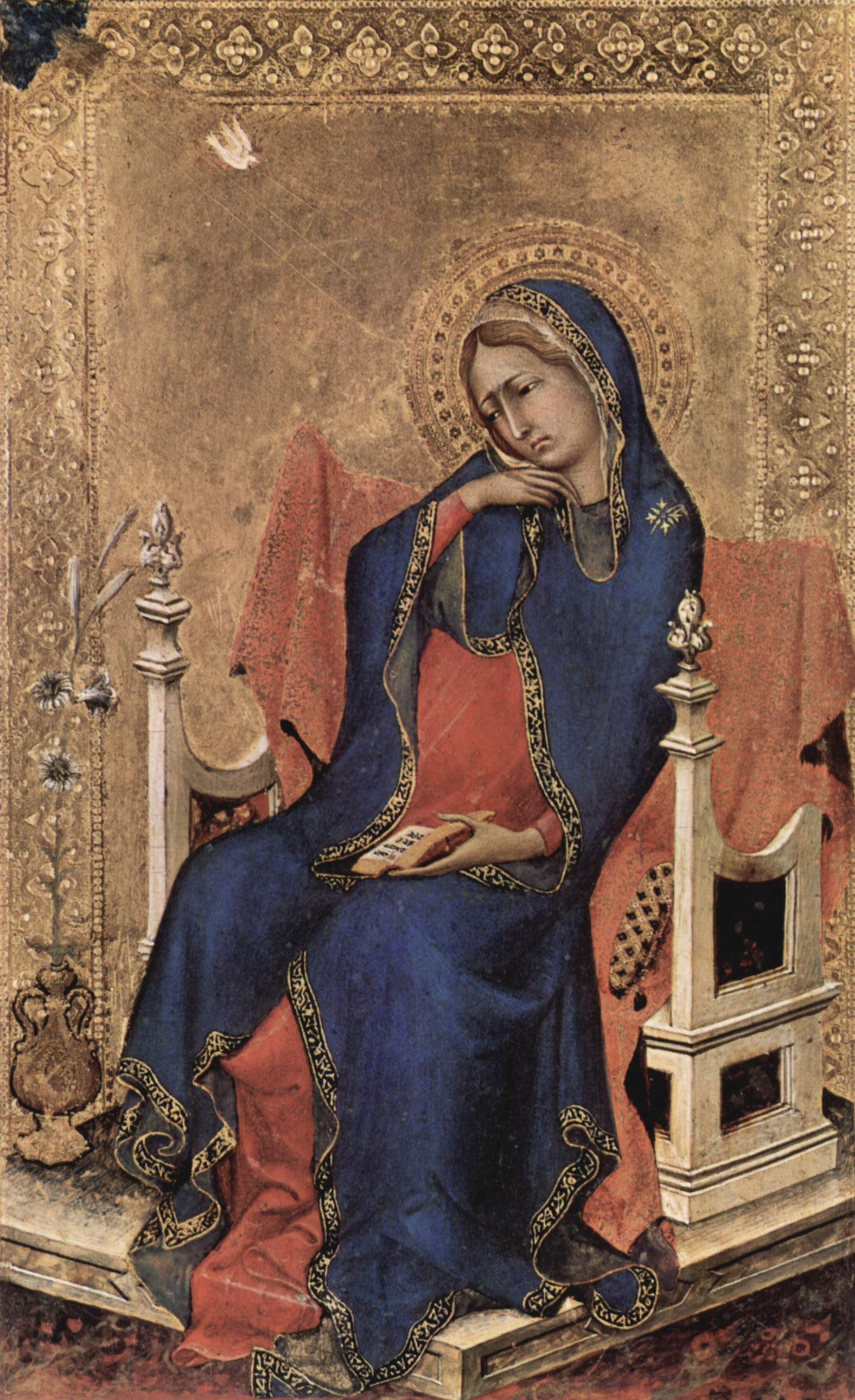
Vergine Annunciata

## Stile
Nelle 4 scene della Passione di Cristo si osserva una massa urlante di personaggi, differenziata nelle posture, gesti, vesti e partecipazione emotiva. Notevole è la capacità del maestro senese di rendere efficacemente emozioni e volti, con risultati quasi ritrattistici. La pennellata è raffinata, delicata e particolareggiata.
Rispetto a tutti i dipinti del periodo senese fino al 1330, e similmente all'Annunciazione tra i Santi Ansano e Margherita (1333), lo spazio è volutamente poco profondo, sviluppato quasi in verticale e dominato dalla tensione narrativa. Le due ante dell'Annunciazione sono percorse da un'inquietudine psicologica che appare qui meno scontata e più marcata della precedente Annunciazione tra i santi Ansano e Margherita (1333), sia nell'Angelo che nella Vergine. Le figure di tutte le ante sono allungate e i carnati chiari. Infine colpiscono i bordi dorati del mantello della Vergine Annunciata o il tessuto svolazzante dell'Angelo Annunciante, caratterizzati entrambi da una sinuosità che porta a rivelare il diritto e il rovescio dei tessuti stessi, caratteristica questa dell'arte gotica transalpina. Queste caratteristiche di prospettiva verticalizzata, di inquietudine psicologica, di snellezza delle figure e di rovello gotico delle vesti sono nuove rispetto al Simone Martini senese e saranno riscontrabili anche nelle opere tarde del periodo avignonese.